# تیمون ولنروتر
تیمون ولنروتر (انگلیسی: Timon Wellenreuther؛ زادهٔ ۳ دسامبر ۱۹۹۵) بازیکن فوتبال اهل آلمان است که برای باشگاه فوتبال فاینورد در پست دروازه‌بان بازی می‌کند.

## افتخارات

### باشگاهی
فاینورد
- لیگ برتر فوتبال هلند(۱): ۲۳–۲۰۲۲
- جام حذفی فوتبال هلند(۱): ۲۴–۲۰۲۳
- سوپر جام فوتبال هلند(۱): ۲۰۲۴